# Serie A2 2012-2013 - Girone C (pallamano maschile)

## Formula
- Stagione regolare: le 9 squadre partecipanti disputano un girone all'italiana di andata e ritorno.
- Squadra promossa: la prima classificata sarà promossa in serie A - 1ª Div. Naz. nella stagione successiva.
- Squadra retrocessa: la squadra classificata all'ultimo posto sarà retrocessa in serie B nella stagione successiva.

## Squadre partecipanti
- Faenza 1983
- Castenaso
- Grosseto
- Parma
- Rapid Nonantola

- Secchia Rubiera
- Tavarnelle
- Modena
- Spezia

## Risultati
| andata | 1ª giornata            | ritorno |
| ------ | ---------------------- | ------- |
|        | Grosseto - Faenza      |         |
|        | Spezia - Modena        |         |
|        | Nonantola - Tavarnelle |         |
|        | Rubiera - Parma        |         |

| andata | 4ª giornata         | ritorno |
| ------ | ------------------- | ------- |
|        | Tavarnelle - Spezia |         |
|        | Modena - Nonantola  |         |
|        | Faenza - Parma      |         |
|        | Castenaso - Rubiera |         |

| andata | 7ª giornata         | ritorno |
| ------ | ------------------- | ------- |
|        | Faenza - Castenaso  |         |
|        | Modena - Tavarnelle |         |
|        | Nonantola - Spezia  |         |
|        | Rubiera - Grosseto  |         |

| andata | 2ª giornata        | ritorno |
| ------ | ------------------ | ------- |
|        | Modena - Grosseto  |         |
|        | Faenza - Rubiera   |         |
|        | Parma - Nonantola  |         |
|        | Castenaso - Spezia |         |

| andata | 5ª giornata           | ritorno |
| ------ | --------------------- | ------- |
|        | Nonantola - Castenaso |         |
|        | Grosseto - Spezia     |         |
|        | Faenza - Tavarnelle   |         |
|        | Parma - Modena        |         |

| andata | 8ª giornata          | ritorno |
| ------ | -------------------- | ------- |
|        | Rubiera - Tavarnelle |         |
|        | Grosseto - Nonantola |         |
|        | Spezia - Parma       |         |
|        | Castenaso - Modena   |         |

| andata | 3ª giornata          | ritorno |
| ------ | -------------------- | ------- |
|        | Rubiera - Modena     |         |
|        | Nonantola - Faenza   |         |
|        | Parma - Tavarnelle   |         |
|        | Grosseto - Castenaso |         |

| andata | 6ª giornata           | ritorno |
| ------ | --------------------- | ------- |
|        | Tavarnelle - Grosseto |         |
|        | Spezia - Rubiera      |         |
|        | Modena - Faenza       |         |
|        | Castenaso - Parma     |         |

| andata | 9ª giornata            | ritorno |
| ------ | ---------------------- | ------- |
|        | Parma - Grosseto       |         |
|        | Nonantola - Rubiera    |         |
|        | Tavarnelle - Castenaso |         |
|        | Faenze - Spezia        |         |

## Classifica
|  | Pos. | Squadra | Pt | G | V | N | P | GF | GS | DR |
|  | ---- | ------- | -- | - | - | - | - | -- | -- | -- |
|  | 1.   |         | 0  | 0 | 0 | 0 | 0 | 0  | 0  | 0  |
|  | 2.   |         | 0  | 0 | 0 | 0 | 0 | 0  | 0  | 0  |
|  | 3.   |         | 0  | 0 | 0 | 0 | 0 | 0  | 0  | 0  |
|  | 4.   |         | 0  | 0 | 0 | 0 | 0 | 0  | 0  | 0  |
|  | 5.   |         | 0  | 0 | 0 | 0 | 0 | 0  | 0  | 0  |
|  | 6.   |         | 0  | 0 | 0 | 0 | 0 | 0  | 0  | 0  |
|  | 7.   |         | 0  | 0 | 0 | 0 | 0 | 0  | 0  | 0  |
|  | 8.   |         | 0  | 0 | 0 | 0 | 0 | 0  | 0  | 0  |
|  | 9.   |         | 0  | 0 | 0 | 0 | 0 | 0  | 0  | 0  |

Legenda:

      Promossa in Serie A - 1ª Divisione Nazionale 2013-2014
      Retrocessa in Serie B 2013-2014

## Verdetti
- ?: promossa in Serie A - 1ª Divisione Nazionale 2013-2014.
- ?: retrocessa in Serie B 2013-2014.